# Polycentropus clarus
Polycentropus clarus är en nattsländeart som beskrevs av Oliver S. Flint Jr. 1981. Polycentropus clarus ingår i släktet Polycentropus och familjen fångstnätnattsländor. Inga underarter finns listade i Catalogue of Life.